# 泰恩河

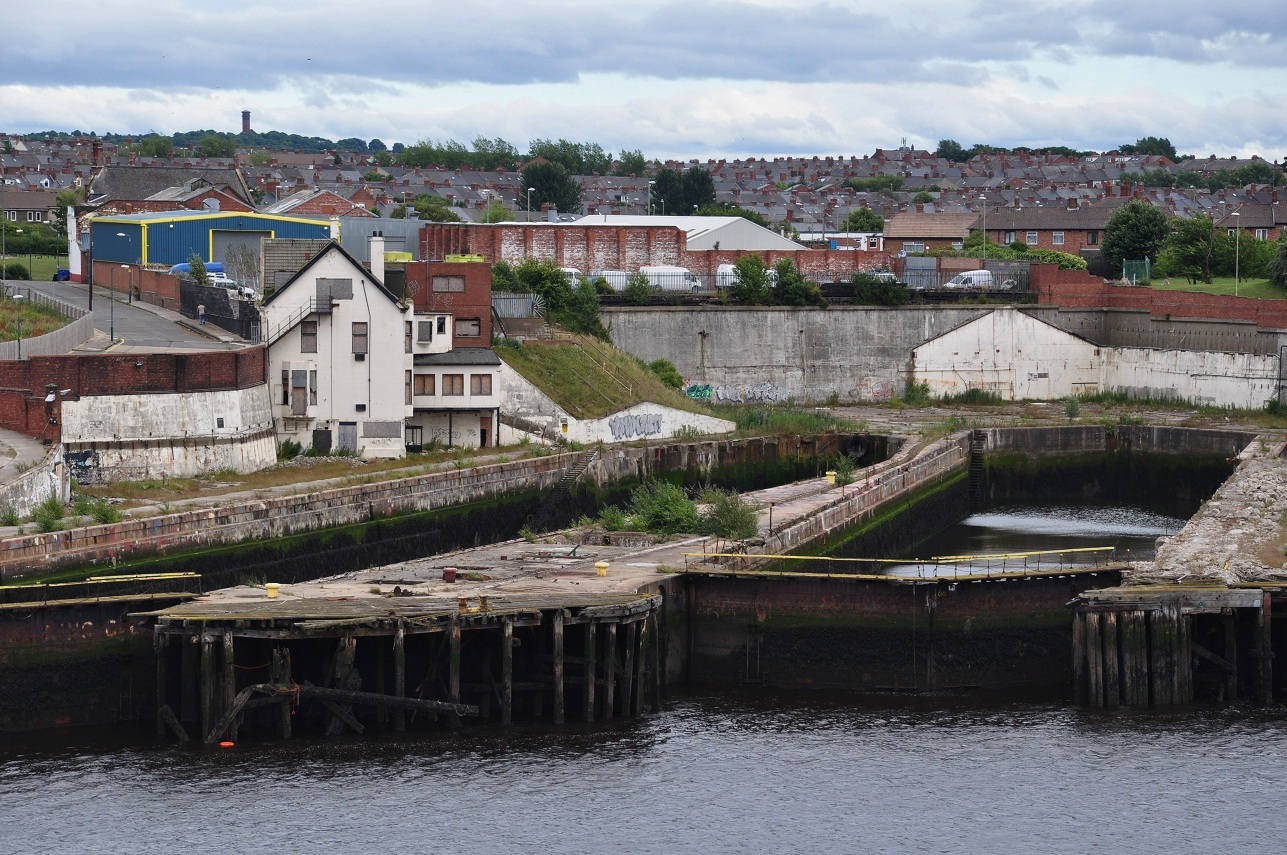
南希爾茨廢棄的碼頭

泰恩河（英語：River Tyne，發音：/ˈtaɪn/ ⓘ）是一條位於英國東北英格蘭的河流，包括支流在內長度約200英里（320）。不含支流的長度則約為73英里（117）。水域面積約2,936平方（1,134平方英里），單純的水道長度為4,399（2,733英里）。由南泰恩河和北泰恩河在赫克瑟姆附近的交匯而成。
北泰恩河（North Tyne）發源於蘇格蘭邊境，基爾德水庫以北。在抵達赫克瑟姆前穿過基爾德森林和貝靈漢姆；南泰恩河（South Tyne）發源於坎布里亞郡阿爾斯頓，穿過霍特惠斯爾和海登橋。其發源地與蒂斯河及威爾河的發源地接近。流經英格蘭和威爾斯地區第二大傑出自然風景區北本寧山。
南北兩河匯合成泰恩河之後，在克拉拉谷與泰恩河畔紐公園（Tyne Riverside Country Park）之間流入泰恩-威爾郡，並將兩地分屬的蓋茨黑德與泰恩河畔紐卡斯爾分隔開來，這一段河流長約13英里（21），有10座橋梁聯通兩岸。河流向東將南岸的赫伯恩和賈羅以及北岸的沃克和沃爾森德分開。而杰諾和沃爾森德之間則有泰恩隧道相連。最終，河流在南希爾茲和泰恩茅斯之間流入北海。

## 港口

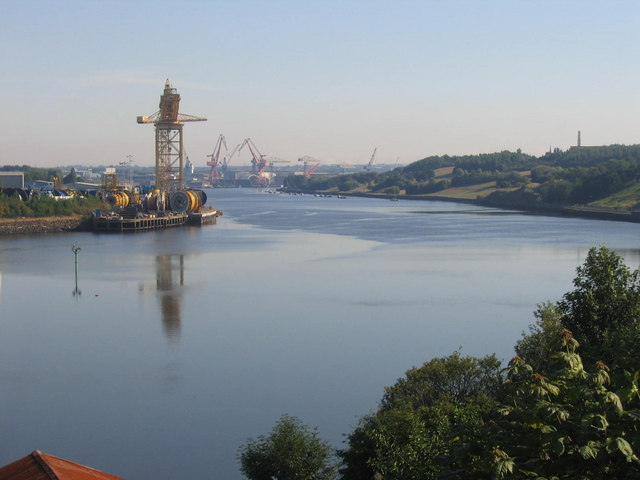
比爾碼頭（Bill Quay）的泰恩河

因為周圍有眾多的煤田（例如：達拉謨煤田、諾森伯蘭煤田），泰恩河自13世紀以來就是煤炭運輸的重要河道。直到20世紀後半葉才逐漸衰敗下來。流域內大型的煤炭轉運碼頭位於鄧思頓、赫伯恩和泰恩港。而鄧思頓建於1890年的轉運碼頭保存完好，直到2006年才因一場大火燒燬掉一部份。

## 外部連結
- Bridges On The Tyne （页面存档备份，存于）
- Online Charts of The Tyne, to Newcastle （页面存档备份，存于）
- Tyne Rivers Trust （页面存档备份，存于）